# Łukasz Matysek
Łukasz Matysek (ur. 14 stycznia 1982) – polski biathlonista. Trzykrotny brązowy medalista mistrzostw Europy juniorów w biathlonie letnim z 2001. Medalista mistrzostw Polski.
Pochodzący z Olsztyna Matysek za sprawą swojego nauczyciela w szkole podstawowej trenował biegi narciarskie. Po skończeniu ósmej klasy przeniósł się do szkoły mistrzostwa sportowego w Chorzowie, gdzie w klubie Dynamit Chorzów zaczął trenować biathlon. Barwy Dynamitu reprezentował do października 2001, gdy rozpoczął edukację w Akademii Wychowania Fizycznego im. Jerzego Kukuczki w Katowicach i został zawodnikiem uczelnianego klubu AZS-AWF Katowice. Był multimedalistą Ogólnopolskiej Olimpiady Młodzieży, stawał na podium mistrzostw Polski w biathlonie letnim. W 2004 zdobył brązowy medal biathlonowych mistrzostw Polski w biegu pościgowym oraz złoto w sztafecie.
Trzy razy (2000, 2002 i 2003) brał udział w mistrzostwach świata juniorów – indywidualnie najlepszy wynik uzyskał w 2002 w Ridnaun, gdzie z jednym niecelnym strzałem był 9. w biegu indywidualnym, tracąc niespełna 55 sekund do podium, a drużynowo w 2000 w Hochfilzen, gdzie polska sztafeta była 12. Czterokrotnie (2000, 2001, 2002 i 2003) startował w mistrzostwach Europy juniorów, najlepsze wyniki, zarówno indywidualnie (18. w sprincie), jak i drużynowo (4. w sztafecie), notując w 2000 w Zakopanem. Największy sukces na arenie międzynarodowej osiągnął w 2001 w Iżewsku, gdzie zdobył trzy brązowe medale mistrzostw Europy juniorów w biathlonie letnim – indywidualnie w sprincie i biegu pościgowym oraz w sztafecie (wspólnie z Andrzejem Kubicą i Radosławem Szwade). W tym samym roku startował też w mistrzostwach świata juniorów w biathlonie letnim, zajmując 6. miejsce w sztafecie.
Jako senior brał udział w Zimowej Uniwersjadzie 2003 (42. w sprincie i 32. w biegu pościgowym) oraz Zimowej Uniwersjadzie 2005, gdzie był 21. w biegu indywidualnym, 38. w sprincie, 38. w biegu pościgowym, 19. w biegu masowym oraz 4. w sztafecie. Startował także w zawodach Pucharu IBU (wówczas Pucharu Europy), jednak nigdy nie punktował na poziomie seniorskim (najwyżej, 39., był w grudniu 2005 w Obertilliach), a udało mu się to tylko w rywalizacji juniorów.

## Osiągnięcia

### Mistrzostwa świata juniorów
| Rok  | Miejscowość | Konkurencje | Konkurencje | Konkurencje | Konkurencje | Konkurencje | Konkurencje | Konkurencje |
| Rok  | Miejscowość | IN          | SP          | PU          | MS          | RL          | MR          | SR          |
| ---- | ----------- | ----------- | ----------- | ----------- | ----------- | ----------- | ----------- | ----------- |
| 2000 | Hochfilzen  | 63.         | –           | –           | nd.         | 12.         | nd.         | –           |
| 2002 | Ridnaun     | 9.          | 58.         | –           | nd.         | 17.         | nd.         | –           |
| 2003 | Kościelisko | 64.         | 45.         | 23.         | nd.         | 17.         | nd.         | –           |

### Mistrzostwa Europy juniorów
| Rok  | Miejscowość     | Konkurencje | Konkurencje | Konkurencje | Konkurencje | Konkurencje | Konkurencje | Konkurencje |
| Rok  | Miejscowość     | IN          | SP          | PU          | MS          | RL          | MR          | SR          |
| ---- | --------------- | ----------- | ----------- | ----------- | ----------- | ----------- | ----------- | ----------- |
| 2000 | Zakopane        | –           | 18.         | 21.         | nd.         | 4.          | nd.         | –           |
| 2001 | Haute-Maurienne | 38.         | 23.         | 22.         | nd.         | DNF         | nd.         | –           |
| 2002 | Kontiolahti     | 41.         | 43.         | –           | nd.         | 7.          | nd.         | –           |
| 2003 | Forni Avoltri   | DNS         | 46.         | DNS         | nd.         | –           | nd.         | –           |

### Uniwersjada
| Rok  | Miejscowość | Konkurencje | Konkurencje | Konkurencje | Konkurencje | Konkurencje | Konkurencje | Konkurencje |
| Rok  | Miejscowość | IN          | SP          | PU          | MS          | RL          | MR          | SR          |
| ---- | ----------- | ----------- | ----------- | ----------- | ----------- | ----------- | ----------- | ----------- |
| 2003 | Tarvisio    | –           | 42.         | 32.         | –           | –           | nd.         | –           |
| 2005 | Innsbruck   | 21.         | 38.         | 38.         | 19.         | 4.          | nd.         | –           |